# Auguste Joseph Tribout
Auguste Joseph Tribout   (Eswars, 24 de novembre de 1766 - Abbeville, 25 de març de 1834) fou un general francès de la Revolució i de l'Imperi.

## Registres de serveis
Va entrar al servei el 26 de juny de 1783, com a soldat del regiment de Flandes, es va convertir en caporal el 4 de novembre de 1787 i va deixar el servei el 16 d'agost de 1789. Va reprendre el servei el 20 d'agost de 1789, com a caporal de la Guàrdia Nacional en plantilla a París, i el 15 de desembre de 1790 va esdevenir capità a la Guàrdia Nacional del seu cantó. El 12 de gener de 1792 va ser bateria major al segon batalló voluntari del Sena inferior, i va ser nomenat segon tinent-coronel d'aquest batalló el 16 de setembre de 1792.
Fou promogut general de brigada el 22 d'agost de 1793 i general de divisió el 30 de setembre de 1793 comandant de la plaça de Brest. El 18 de novembre de 1793, fou vençut pels Vendéans a la batalla de Pontorson. Va ser destituït el 28 de setembre de 1794 i el 9 de setembre de 1796 va ser deposat al grau de comandant de batalló, sense destinació.
Va ser retornat a l'activitat el 22 de febrer de 1799, com a comandant posterior del batalló, i el 23 d'agost de 1799? va prendre el comandament del 1r batalló auxiliar de la Somme. Empleat a l'Exèrcit del Rin, fou reformat el 23 de setembre de 1800.
Va ser posat en servei el 6 de juny de 1811, com a comandant del 16è batalló de presos espanyols, treballat a les obres de Cherbourg, fins al 30 d'abril de 1814. Va ser posat a mitja paga l'1 d'agost de 1814 i va ser admès a la jubilació el 31 de gener de 1815.
Va morir el 25 de març de 1834 a Bellancourt (Somme).